# 卡尔斯胡尔德
卡尔斯胡尔德是德国巴伐利亚州的一个市镇。总面积29.09平方公里，总人口5237人，其中男性2589人，女性2648人（2011年12月31日），人口密度180人/平方公里。